# José de Urrea
Pour les articles homonymes, voir Urrea.
José de Urrea, né le 19 mars 1797 à Tucson, en Californies, Nouvelle-Espagne et mort le 1er août 1849 à Mexico est un général mexicain. Il a combattu sous les ordres du général Antonio López de Santa Anna pendant la révolution texane. Ses troupes n'ont jamais été battues pendant cette révolution. Son succès le plus remarquable est celui de la campagne de Goliad, durant laquelle les 400 soldats de James Fannin sont vaincus et forcés à capituler, mais sont ensuite massacrés durant l'absence d'Urrea, sur les ordres de Santa Anna. Urrea a également combattu durant la guerre américano-mexicaine.

## Origines
Urrea est né à El Presidio de San Augustín de Tucson (actuellement la ville américaine de Tucson, en Arizona), pendant le regime Espagnol. Alors qu'il est né à la frontière nord du Mexique, sa famille est originaire de l'état de Durango.

## Carrière militaire
En 1807, Urrea s'engage dans l'armée espagnole. En 1824, il est passé au rang de capitaine, mais démissionne peu de temps après pour se consacrer à sa vie privée. En 1829, il rejoint encore l'armée en tant que major et aide à la libération de la ville de Durango, en s'alliant avec Antonio López de Santa Anna, et est promu colonel. En 1835, il participe contre son gré à l'attaque de Santa Anna contre l'état de Zacatecas (l'État était ouvertement contre l'ascension de Santa Anna). Santa Anna a promu Urrea au grade de brigadier général pour son rôle durant cette attaque. 

## Révolution Texane
Lors de la révolte de l'État Mexicain du Texas contre le gouvernement centralisé de Santa Anna, Urrea y est envoyé pour aider à combattre les colons. Il a vaincu quelques petits groupes de la force texane à la bataille d'Agua Dulce, de San Patricio, ains qu'à la bataille de Refugio, de Goliad et de Coleto. Le dernier, également connu sous le nom de « massacre de Goliad », incluait notamment l'exécution systématique et délibérée des Texans qui s'étaient rendus. Ces exécutions, cependant, n'avaient pas été décidées par Urrea, mais par ordre direct venant du général Santa Anna. 
En raison des victoires successives d'Urrea, Santa Anna a décidé de rester au Texas pour y anéantir personnellement le gouvernement rebelle. Ses motivations sont personnelles et politiques, car il était jaloux de la popularité d'Urrea, qui est vu comme un personnage vaillant, courageux et populaire.

## La fin
Après la défaite des forces mexicaines à la bataille de San Jacinto le 21 avril 1836, le président Santa Anna est capturé et forcé d'ordonner aux troupes mexicaines de se retirer du sol Texan. Urrea est contre cette résolution, et après avoir rallié les forces de Vicente Filisola, il veut continuer la guerre contre les Texans puisque les Mexicains avaient encore plus de 2 500 soldats au Texas contre les 900 Texans dirigés par Samuel Houston. Mais ni Urrea ni Filisola n'ont eu d'autre choix que de se conformer aux ordres de Santa Anna ; et au milieu du mois de juin, Urrea et toutes les forces mexicaines se sont retirées du Texas.
En 1837, Urrea se rebelle contre Santa Anna lors de son retour au Mexique et le combat à la bataille de Mazatlán, en 1838. Sa tentative de soulèvement a éventuellement entraîné son arrestation, et il est envoyé à la prison de Perote. Il a plus tard relancé sa carrière militaire avec l'invasion des forces françaises au Mexique. 
Pendant la guerre mexicano-américaine, Urrea conduit une division de cavalerie contre les troupes américaines. Urrea meurt le 1er août 1849 du choléra peu de temps après la fin de la guerre.